# Goldkapuziner
Der Goldkapuziner  (Sapajus flavius, Syn.: Cebus flavius) ist eine Primatenart aus der Unterfamilie der Kapuzineraffen innerhalb der Neuweltaffen. Er wurde 2006 wiederentdeckt, nachdem er über 200 Jahre verschollen war.

## Merkmale
Goldkapuziner erreichen eine Kopfrumpflänge von 35 bis 40 Zentimetern, der Schwanz ist 38 bis 41 Zentimeter lang. Das Gewicht beträgt 1,8 bis 3,0 Kilogramm, wobei die Männchen schwerer als die Weibchen sein dürften. Das Fell dieser Primaten ist überwiegend goldgelb gefärbt, die Hände und die Füße sind schwarz. Am Kopf befindet sich eine weißgelbe Haube, das Gesicht ist rosa.

## Verbreitung und Lebensweise

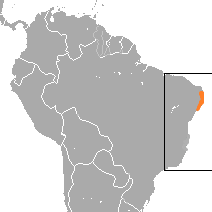
Verbreitungsgebiet (orange) des Goldkapuziners

Goldkapuziner kommen nur im nordöstlichen Brasilien vor, ihr Verbreitungsgebiet umfasst die Küstenwälder der Staaten Paraíba, Pernambuco und Alagoas. Eine Population wurde bei Untersuchungen in den Jahren 2006 und 2007 auch in den Trockenwäldern der Caatinga-Region im Bundesstaat Rio Grande do Norte beobachtet, wodurch sich das Verbreitungsgebiet weiter nach Norden und Westen erstreckt, als ursprünglich angenommen. Möglicherweise ist die Art auch im São Francisco Natural Monument im Grenzgebiet der Bundesstaaten Bahia und Alagoas vertreten, die Region liegt ebenfalls in den Caatinga-Trockenwäldern. Die westliche Verbreitungsgrenze des Goldkapuziner ist dadurch nur wenig untersucht.
Über ihre Lebensweise ist sehr wenig bekannt. Wie alle Kapuzineraffen sind sie tagaktive Baumbewohner. Sie leben in Gruppen von rund 18 Tieren, die sich aus mehreren Männchen und Weibchen sowie dem gemeinsamen Nachwuchs zusammensetzen. Für die Caatinga-Region wurde von einer Gruppe bestehend aus 45 Individuen berichtet. In den Küstenwäldern besteht die Nahrung überwiegend aus Früchten, die etwa 24 % der aufgenommenen Menge ausmachen. Etwa jeweils ein Achtel besteht aus weiteren Pflanzenpartien wie Knollen, Blätter, Blüten und Rinde oder aber aus tierischen Bestandteilen, überwiegend Gliederfüßer und Wirbeltiere. In nahrungsarmen Zeiten greifen die Tiere auch auf Zuckerrohr zurück, dieser kann auf das Jahr gerechnet einen Anteil von 50 % der Gesamtnahrung erreichen. Bei reichem Angebot an Früchten in der Regenzeit streuen die Tiere weiter aus, die Konkurrenz untereinander steigt aber dann an, wenn in der Trockenzeit lediglich Zuckerrohr zur Verfügung steht. Häufige antagonistische Handlungen finden dann unter Männchen statt.

## Entdeckungsgeschichte
Der Forschungsreisende Georg Marggraf beschrieb in seinem im Jahr 1648 erschienenen Werk Historia Naturalis Brasiliae eine gelbe Primatenart unter dem Namen Caitaia. Dabei dürfte es sich um den ersten Bericht über den Goldkapuziner handeln. Johann Christian von Schreber fertigte im Jahr 1774 eine Zeichnung eines Affen an, der er den wissenschaftlichen Namen Simia flavia gab. Später gerieten diese Berichte in Vergessenheit oder Schrebers Bild wurde einfach als Synonym des Gehaubten Kapuziners oder des Rückenstreifen-Kapuziners betrachtet. Schreber hatte auch keine schriftliche Beschreibung und kein Typusexemplar hinterlassen.
Im Jahr 2006, 232 Jahre nach Schrebers Zeichnung, erschienen nahezu zeitgleich zwei Berichte über eine neue, goldgelb gefärbte Kapuzinerart aus dem nordöstlichen Brasilien. Pontes, Malta & Asfora (2006) beschrieben diese Funde als neue Art Cebus queirozi. Da sie die neue Art als sehr selten erkannten, betäubten sie ein Tier, vermaßen es, erklärten es zum Holotypus und entließen es danach wieder in die Freiheit.
Kurz danach veröffentlichten de Oliveira und Langguth (2006) zunächst ohne Kenntnis der anderen Veröffentlichung einen Bericht über einen Primaten, in dem sie die schon von Marggraf und Schreber gezeichnete Art wiedererkannten. Sie gaben ihr in Anlehnung an Schrebers Bezeichnung den wissenschaftlichen Namen Cebus flavius (Cebus ist der Gattungsname der Kapuzineraffen und hat mittlerweile Simia ersetzt). Nach den Internationalen Regeln für die Zoologische Nomenklatur hat bei einer mehrfachen Benennung einer Art der ältere Name Gültigkeit, also Cebus flavius. Mit der Teilung der Kapuzineraffen in zwei Gattungen wurde daraus Sapajus flavius.

## Gefährdung
Goldkapuziner zählen zu den bedrohten Arten. Hauptgrund dafür ist, dass ihr Lebensraum durch Waldrodungen stark verkleinert und zerstückelt wurde. Die verbleibenden Populationen sind stark zersplittert, es gibt rund 24 Populationen mit durchschnittlich jeweils 15 Tieren. Die Gesamtpopulation wird auf 180 Tiere geschätzt. Allein rund 130 Individuen bewohnen ein 270 ha großes Waldgebiet im Bundesstaat Paraibo. Die IUCN listet die Art als „vom Aussterben bedroht“ (critically endangered).